# Garcelle Napier
Pour les articles homonymes, voir Napier.
Garcelle Napier, née le 10 mai 2005, est une gymnaste artistique sud-africaine.

## Carrière
Aux Championnats d'Afrique de gymnastique artistique 2022 au Caire, Garcelle Napier remporte la médaille d'argent du concours par équipes ainsi que la médaille de bronze au sol.
Elle est médaillée d'or par équipes lors des Championnats d'Afrique de gymnastique artistique 2023 à Pretoria.